# Costache Chertif
Costache Chertif (n. 1 noiembrie 1955, Țifești, Vrancea, România) este un chirurg plastician și politician, ales senator de Maramureș în 2024 din partea partidului Alianța pentru Unirea Românilor (AUR). 

## Educație și carieră chirurgicală
Costache Chertif s-a născut pe 1 noiembrie 1955 în satul Țifești, județul Vrancea, în Republica Populară Română. A absolvit al Institutului de Medicină și Farmacie din Târgu Mureș, promoția 1977–1983. Între 1988 și 1991, a fost rezident la Clinica de Chirurgie Plastică Reconstructivă „Agrippa Ionescu” din București.
În 2012 a obținut titlul de doctor în științe medicale la Universitatea de Medicină și Farmacie „Iuliu Hațieganu” din Cluj-Napoca, cu teza Aplicații ale lambourilor perforante la nivelul extremității superioare. Din 1991, lucrat în cadrul Spitalului Județean de Baia Mare, ocupând, între 2007 și 2023, funcția de șef al Secției de Chirurgie Plastică Reconstructivă și Microchirurgie.

## Carieră politică

### Senator (2024–prezent)

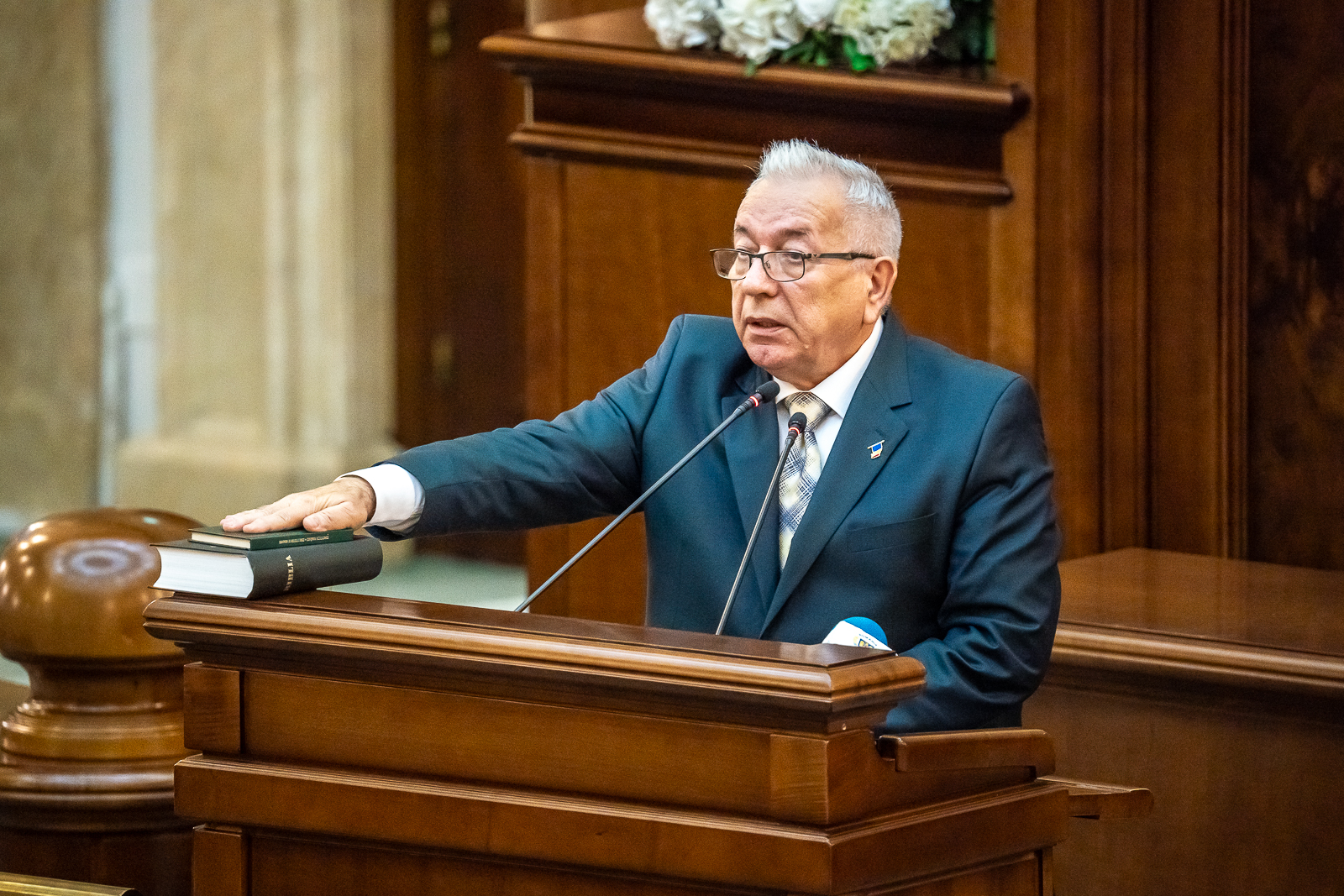
Chertif depunând jurământul în Senat, 21 decembrie 2024

La alegerile parlamentare din 1 decembrie 2024, a fost ales, la Maramureș, membru al Senatului, din partea partidului AUR, preluând mandatul pe 21 decembrie.